# Monterissa gowerensis
Monterissa gowerensis је пуж из реда Cycloneritimorpha и фамилије Hydrocenidae. 

## Угроженост
Ова врста се сматра рањивом у погледу угрожености врсте од изумирања.

## Распрострањење
Аустралија је једино познато природно станиште врсте.

## Станиште
Врста Monterissa gowerensis има станиште на копну.